# Alexander Gingsjö
Alexander Gingsjö, né le 23 décembre 1980 à Vendelsö, est un coureur cycliste suédois. Il est champion de Suède du contre-la-montre en 2014 et champion de Suède sur route en 2015.

## Palmarès
- 2009
  - Luma GP
- 2010
  - 2e étape des Wänershofs 2 dagers
  - Porvoon Ajot
- 2011
  - 2e du championnat de Suède sur route
- 2012
  - Wendes 2 dagars :
    - Classement général
    - 1re étape (contre-la-montre)

  - Falkenloppet
  - 3e étape du Tour of Jämtland
  - 1re étape du Baltic Chain Tour
  - Svanesunds 3-dagars :
    - Classement général
    - 3e étape (contre-la-montre)

  - 3e du Tour of Jämtland
- 2013
  - Scandinavian Race Uppsala
- 2014
  -  Champion de Suède du contre-la-montre
  - 2e de l'Östgötaloppet
- 2015
  -  Champion de Suède sur route
  - Östgötaloppet
  - Värnamo GP
  - 3e étape du Baltic Chain Tour
- 2016
  - Östgötaloppet

## Classements mondiaux
| Année           | 2011 | 2012 | 2013 | 2014 | 2015 | 2016   | 2017   | 2018   |
| --------------- | ---- | ---- | ---- | ---- | ---- | ------ | ------ | ------ |
| UCI Europe Tour | 402e | 523e | 348e | 787e | 327e | 1 590e | 1 937e | 1 963e |